# قرية ألفرد (نيويورك)
قرية ألفرد (بالإنجليزية: Alfred (village), New York)‏ هي قرية تقع في الولايات المتحدة في مقاطعة ألليغاني، نيويورك. يقدر عدد سكانها بـ 4,174 نسمة ومساحتها 3.1 كم2 وترتفع عن سطح البحر 538 متر.

## التركيبة السكانية
حدّد مكتب تعداد الولايات المتحدة بيانات التركيبة السكانية لقرية ألفرد في تعداد الولايات المتحدة. في ما يلي، التركيبة السكانية حسب تعدادي 2000 و2010.

### تعداد عام 2000
بلغ عدد سكان قرية ألفرد 3,954 نسمة بحسب تعداد عام 2000، وبلغ عدد الأسر 530 أسرة وعدد العائلات 169 عائلة مقيمة في القرية. في حين سجلت الكثافة السكانية 1,283.8 نسمة لكل كيلومتر مربع (3,325.0/ميل2). وبلغ عدد الوحدات السكنية 576 وحدة بمتوسط كثافة قدره 187 لكل كيلومتر مربع (484.3/ميل2).
وتوزع التركيب العرقي للقرية بنسبة 90.21% من البيض و4.40% من الأمريكيين الأفارقة و0.33% من الأمريكيين الأصليين و2.71% من الأمريكيين ذوي الأصول الآسيوية و0.03% من سكان جزر المحيط الهادئ و1.21% من الأعراق الأخرى و1.11% من عرقين مختلطين أو أكثر و2.73% من الهسبانيون أو اللاتينيون من أي عرق.
بلغ عدد الأسر 530 أسرة كانت نسبة 12.3% منها لديها أطفال تحت سن الثامنة عشر تعيش معهم، وبلغت نسبة الأزواج القاطنين مع بعضهم البعض 26% من أصل المجموع الكلي للأسر، ونسبة 4.2% من الأسر كان لديها معيلات من الإناث دون وجود شريك، بينما كانت نسبة 1.7% من الأسر لديها معيلون من الذكور دون وجود شريكة وكانت نسبة 68.1% من غير العائلات. تألفت نسبة 38.9% من أصل جميع الأسر من عدة أفراد يعيشون في نفس المنزل ونسبة 10.6% كانت تتألف من شخص يعيش بمفرده يبلغ من العمر 65 عاماً أو أكثر. وبلغ متوسط حجم الأسرة المعيشية 2.05، أما متوسط حجم العائلات فبلغ 2.73.
بلغ العمر الوسطي للسكان 20.4 عاماً. وكانت نسبة 2.9% من القاطنين تحت سن الثامنة عشر، وكانت نسبة 11.9% بين الثامنة عشر والرابعة والعشرين عاماً، ونسبة 4.9% كانت واقعةً في الفئة العمرية ما بين الخامسة والعشرين والرابعة والأربعين عاماً، ونسبة 4.5% كانت ما بين الخامسة والأربعين والرابعة والستين، ونسبة 3.3% كانت ضمن فئة الخامسة والستين عاماً فما فوق. يوجد لكل 100 أنثى 89.4 ذكر، ويوجد لكل 100 أنثى في الثامنة عشر من عمرها فما فوق 90.4 ذكر.
بلغ متوسط دخل الأسرة في القرية 21,313 دولارًا، أما متوسط دخل العائلة فبلغ 70,694 دولارًا. وكان متوسط دخل الذكور 15,750 دولارًا مقابل 39,375 دولارًا للإناث. وسجل دخل الفرد الخاص بالقرية 8,224 دولارًا. وكانت نسبة 2% من العائلات ونسبة 37.7% من السكان تحت خط الفقر، وكان من هؤلاء نسبة 0% تحت سن الثامنة عشر ونسبة 2.8% في الخامسة والستين من العمر وما فوق.

### تعداد عام 2010
بلغ عدد سكان قرية ألفرد 4,174 نسمة بحسب تعداد عام 2010، وبلغ عدد الأسر 526 أسرة وعدد العائلات 159 عائلة مقيمة في القرية. في حين سجلت الكثافة السكانية 1,355.2 نسمة لكل كيلومتر مربع (3,510.0/ميل2). وبلغ عدد الوحدات السكنية 581 وحدة بمتوسط كثافة قدره 188.6 لكل كيلومتر مربع (488.5/ميل2).
وتوزع التركيب العرقي للقرية بنسبة 84.24% من البيض و7.07% من الأمريكيين الأفارقة و0.22% من الأمريكيين الأصليين و4.58% من الأمريكيين ذوي الأصول الآسيوية و0.05% من سكان جزر المحيط الهادئ و1.51% من الأعراق الأخرى و2.35% من عرقين مختلطين أو أكثر و4.36% من الهسبانيون أو اللاتينيون من أي عرق.
بلغ عدد الأسر 526 أسرة كانت نسبة 11.8% منها لديها أطفال تحت سن الثامنة عشر تعيش معهم، وبلغت نسبة الأزواج القاطنين مع بعضهم البعض 24.7% من أصل المجموع الكلي للأسر، ونسبة 4% من الأسر كان لديها معيلات من الإناث دون وجود شريك، بينما كانت نسبة 1.5% من الأسر لديها معيلون من الذكور دون وجود شريكة وكانت نسبة 69.8% من غير العائلات. تألفت نسبة 41.8% من أصل جميع الأسر من عدة أفراد يعيشون في نفس المنزل ونسبة 8.7% كانت تتألف من شخص يعيش بمفرده يبلغ من العمر 65 عاماً أو أكثر. وبلغ متوسط حجم الأسرة المعيشية 2.01، أما متوسط حجم العائلات فبلغ 2.80.
بلغ العمر الوسطي للسكان 20.5 عاماً. وكانت نسبة 2.6% من القاطنين تحت سن الثامنة عشر، وكانت نسبة 83.4% بين الثامنة عشر والرابعة والعشرين عاماً، ونسبة 6.7% كانت واقعةً في الفئة العمرية ما بين الخامسة والعشرين والرابعة والأربعين عاماً، ونسبة 4.2% كانت ما بين الخامسة والأربعين والرابعة والستين، ونسبة 3% كانت ضمن فئة الخامسة والستين عاماً فما فوق. وتوزع التركيب الجنسي للسكان بنسبة 60.7% ذكور و39.3% إناث.